# Kim Bong-hwan
Kim Bong-hwan ((김봉환?, 金鳳煥?); 4 luglio 1939) è un ex calciatore nordcoreano, di ruolo attaccante.

## Carriera

### Club
Giocò anche per il Kikwancha Pyongyang.

### Nazionale
Rappresentò la sua nazione ai mondiali di Inghilterra del 1966.